# Madatyphlops mucronatus
Madatyphlops mucronatus — вид змій родини сліпунів (Typhlopidae). Ендемік Мадагаскару.

## Поширення і екологія
Madatyphlops mucronatus мешкають на острові Мадагаскар. Вони живуть у вологих і сухих тропічних лісах.